# بيسندورف (النمسا)
بيسندورف (بالألمانية:Piesendorf) هي بلدية في منطقة زيلامسي بولاية زالتسبورغ، النمسا.